# Cleome schlechteri
Cleome schlechteri är en paradisblomsterväxtart som beskrevs av Briquet. Cleome schlechteri ingår i släktet paradisblomstersläktet, och familjen paradisblomsterväxter. Inga underarter finns listade i Catalogue of Life.